# Бирюков, Борис Владимирович
Бори́с Влади́мирович Бирюко́в (19 июля 1922, Краснодар, РСФСР — 23 марта 2014, Москва, Российская Федерация) — советский и российский философ, специалист по логике, философии и методологии науки. Доктор философских наук, профессор.

## Биография
В 1940 году поступил на философский факультет МИФЛИ, но учёба была прервана участием в Великой Отечественной войне.
В конце 1946 года после демобилизации восстановился на философском факультете МГУ имени М. В. Ломоносова, который окончил в 1950 году.
В 1948 году окончил исторический факультет МГПИ имени В. И. Ленина.
В 1958 году окончил аспирантуру философского факультета МГУ имени М. В. Ломоносова по кафедре логики.
В 1958—1960 годах — научный редактор в Государственном издательстве физико-математической литературы.
В 1960—1962 годах — старший преподаватель МГУ имени М. В. Ломоносова.
В 1961 году защитил диссертацию на соискание учёной степени кандидата философских наук по теме «Взгляды Фреге на философские проблемы логики, математики и семантики».
В 1962—1991 годах работал старшим, ведущим научный сотрудник, заместителем председателя Секции методологических вопросов кибернетики в Научном совете по кибернетике АН СССР (председателем которой являлся член-корреспондент АН СССР А. Г. Спиркин).
В 1965 году защитил диссертацию на соискание учёной степени доктора философских наук по теме «Философские вопросы логической формализации и логических средств кибернетики».
В 1965—1990 годах — профессор МГУ имени М. В. Ломоносова.
В 1976—1983 годах — профессор Московского института народного хозяйства имени Г. В. Плеханова.
В 1992—2000 годах — декан гуманитарного факультета Российского открытого университета, а затем Международного славянского университета.
С 1993 года — действительный член Международной академии информатизации.
С 1995 до самой смерти — заведующий Межвузовским центром исследования чтения и информационной культуры Министерства образования Российской Федерации в Московском государственном лингвистическом университете.

## Научная деятельность
Развил цельную концепцию методологии кибернетики, что нашло отражение в исследованиях в сотрудничестве и под руководством А. И. Берга, а затем было продолжено в докторской диссертации, серии статей, монографиях («Кибернетика в гуманитарных науках», «Кибернетика и методология науки», «Машина и творчество») и коллективных трудах («Кибернетика, мышление, жизнь», «Управление, информация, интеллект»).
Главной областью научных интересов Б. В. Бирюкова была логика и её история. Он исследовал логико-семантические трудов Г. Фреге, что позволило объяснить значимость учения о «смысле и значении» и логической теории, а также понять фрегевское мировоззрение, его оценку роли знаков и исчисления в познании.
Занимаясь совместно с А. Ю. Туровцевой и Л. Г. Бирюковой исследованием методологических взгляды Э. Шрёдера и братьев Германа и Роберта Грассманов, Б. В. Бирюков сумел показать основные черты их логических концепций. Совместно с В. Н. Тростниковым Б. В. Бирюков впервые в научной литературе России представил общую экспозицию динамики мировых логических идей на фоне развития информатики.
Изучая философию науки и соотношение дедукции и эвристики Б. В. Бирюков сумел показать, каким образом информатика может обогатить логический поиск нового. Он же рассмотрел в свете идей М. М. Новосёлова вопросы научного объяснения в терминах отношений парных противоположностей, что позволило уточнить свойства транзитивности/нетранзитивности объяснения. При анализе нестандартных био- и психофизического явления, Б. В. Бирюков сформулировал принципы, которые позволили в этой области провести границу между «научным/ненаучным».
Исследуя совместно Л. Н. Ландой дидактико-кибернетические, логико-педагогические и информационно-психологические вопросы, Б. В. Бирюков ввёл в научный оборот и раскрыл смысл понятия «предписания алгоритмического типа». А занимаясь анализом понятия «человеческий фактор» в логике, в качестве одного из постулатов математической логики и теории алгоритмов предложил понятие «абстракция безошибочности». В дальнейшем выйдя на теорию нечётких множеств Л. Заде, Б. В. Бирюков в первых на русском языке публикациях об этой теории показал какую она сыграла роль в понимании логико-психологического процесса принятия решений. Б. В. Бирюков первым в отечественной литературе формализовал «логику ложных высказываний».
Занимаясь изучением развития русской логики конца XIX — первых двух десятилетий XX века Б. В. Бирюков в совместно с Б. М. Шурановым ввёл в социокультурное поле эпохи «войн и революций» развивавшиеся в ней идеи логической неклассичности (Н. А. Васильев, А. И. Введенский, И. И. Лапшин и др.), выявив наряду с этим основные черты тоталитаризма. Исследуя проблематику чтения, Б. В. Бирюков опираясь на конкретный исторический материал 20-х гг. XX в. сумел показать картину отечественной «репрессированной книги». Также им был осмыслен вклад в науку таких его современников, как А. И. Берг, М. Г. Гаазе-Рапопорт, С. Н. Плотников и С. А. Яновская.

## Научные труды

### Монографии
- Кибернетика, мышление, жизнь. М., 1964 (в соавт.);
- Кибернетика и логика. М., 1971;
- Кибернетика в гуманитарных науках. М., 1973 (в соавт.);
- Кибернетика и методология науки. М., 1974;
- Управление, информация, интеллект. М., 1976 (в соавт.);
- Машина и творчество. М., 1983 (в соавт.);
- Бирюков Б. В., Тростников В. Н. Жар холодных числ и пафос бесстрастной логики. Формализация мышления от античных времен до эпохи кибернетики. / 3-е, изд. перераб. и доп. М., 2004;
- Трудные времена философии. Отечественная историческая, философская и логическая мысль в предвоенные, военные и первые послевоенные годы. М, 2006;
- Трудные времена философии. Отечественные логика, история и философия в последние сталинские годы. Ч. 1-2. М., 2008, 2009 (2-е изд. 2012)

### Философская энциклопедия
- Кибернетика // Философская энциклопедия. Т. 2. 1962.

### Статьи
- Бирюков Б. В. О работах Фреге по философским вопросам математики // Философские вопросы естествознания. II. М., 1959;
- Бирюков Б. В. Г.Вейлъ и методологические проблемы науки // Вейль Г. Симметрия. (Пер. с нем.). 1968;
- Бирюков Б. В. Кибернетика — путь решения проблем управления. [В соавт.] // Будущее науки. Вып. З. М., 1970;
- Бирюков Б. В. О логическом моделировании ложностных структур мышления // Философские науки. 1973. № 11;
- Бирюков Б. В. Проблема абстракции безошибочности в логике // Вопросы философии. 1973. №11;
- Бирюков Б. В. Исследование социокибернетических аспектов культуры. [В соавт.] // Моль А. Социодинамика культуры. (Пер. с франц.). М., 1973;
- Бирюков Б. В. Человеческий фактор в логике в свете проблемы "искусственного интеллекта" // Кибернетика и диалектика, М., 1978;
- Бирюков Б. В. Что же могут вычислительные машины? // Дрейфус X. Чего не могут вычислительные машины. (Пер. с англ.). М., 1978;
- Бирюков Б. В. Художественная культура и точное знание. [В соавт.] // Число и мысль. Вып. З. М., 1980;
- Бирюков Б. В. Измерение как объект логико-методологического и философского анализа // Берка К. Измерения. Понятия, теории, проблемы. М., 1987 (в соавторстве).
- Бирюков Б. В. У истоков математического конструктивизма // Методологический анализ математических теорий. М., 1987;
- Бирюков Б. В. Свойства объяснения и порядок в системе знаний. [В соавт.] // Единство научного знания. М., 1988;
- Бирюков Б. В. Кибернетика, информатика, вычислительная техника, автоматика: проблемы становления и развития. Вклад течественной науки // Кибернетика: прошлое для будущего. Этюды по истории отечественной кибернетики. Теория управления. Автоматика. Биокибернетика. М., 1989.
- Бирюков Б. В. Феноменология в контексте философии математики: Гуссерль — Фреге — Беккер — Вейль // Философские науки. 1989. № 2;
- Бирюков Б. В. Квантовая логика: развитие исследований в Советеком Союзе. [В соавт.] // Современные исследования по квантовой логике. М., 1989;
- Бирюков Б. В. Нестандартная психо- и биофизика: Необходимость пересмотра картины мироздания // Проблемы биополя. Сб. докладов Межрегиональной научной конференции. Ростов Ярославский, 1991;
- Бирюков Б. В. «Кризис жанра» или временные трудности? (подводные камни на пути гуманитарной информатики) // Вопросы философии, 1992, № 6.
- Бирюков Б. В. Отражение судьбы России. К 100-летию со дня рождения А. И. Берга // Вопросы философии, 1993, № 10.
- Бирюков Б. В. Судьбы русской культуры и задача возрождения и дальнейшего развития отечественной науки // Вестник Международного Славянского университета. Вып. 1. М., 1996.
- Бирюков Б. В. Российская логическая наука на переломе начала XX века: идеи А. И. Введенского и Н. О. Лосского. [В соавт.] // Вестник Международного славянского университета. 1996. № 1;
- Бирюков Б. В. Социально-идеологические аспекты торможения науки в тоталитарном социуме // Вестник Международного славянского университета. 1997. № 2.
- Бирюков Б. В. Резюмирующие правила и теоремы о дедукции. // Международная конференция: Развитие логики в России: итоги и перспективы. М., 1997.
- Бирюков Б. В. Модест Георгиевич Гаазе-Рапопорт – первопроходец кибернетики // Новости искусственного интеллекта. Специальный выпуск. М., 1997.
- Бирюков Б. В. О судьбах психологии и логики в России периода «войн и революций»// Вестник Международного Славянского университета. Вып. 4. М., 1998.
- Бирюков Б. В. У истоков логической релевантности: спор двух русских философов-естественников в 20-е годы XX столетия (И. Е. Орлов против А. Н. Щукарева). [В соавт.] // Вестник Международного славянского университета. 1998. № 4;
- Бирюков Б. В. В каком смысле "воображаемую логику" Н. А. Васильева можно считать многозначной. [В соавт.] // Вестник Московского университета. Сер. 7. Философия. № 5. 1998.
- Бирюков Б. В. С. А. Богомолов и "логика отношений". Эволюция его логико-математических взглядов. [В соавт.] // Современная логика: проблемы теории, истории и применения в науке. Материалы научной конф., СПб., 1998;
- Бирюков Б. В. Неклассические идеи в русской философии конца XIX - начала XX вв. // Смирновские чтения. 2 Международная конференция. М., 1999.
- Бирюков Б. В. Из истории математической логики в России: “Задача Кэррола” в трактовке о. Павла Флоренского // Логические исследования. Вып. 6. М., 1999.
- Бутенко И. А., Бирюков Б. В. Чтение 90-х годов: предмет раздумий, предмет исследований) // Homo legens, 1999.
- Бирюков Б. В. Библиотека имени герцога Августа в Вольфенбюттеле (Германия) // Homo legens, 1999.
- Бирюков Б. В. Готтлиб Фреге: соврем, взгляд // Фреге Г. Логика и логическая семантика. Сб. трудов. М., 2000;
- Бирюков Б. В. В логическом мире Фреге // Фреге Г. Логика и логическая семантика. Сб. трудов. М., 2000.
- Бирюков Б. В. Цель вполне практическая. Только и всего» Репрессированная книга: истоки явления // Homo legens-2, М., 2000. С. 87-122.
- Бирюков Б. В., Бирюкова Л. Г. Философско-логические основания математики в культурологическом аспекте: исторические судьбы древних контроверз точного мышления // Вестник Московского университета. Сер. 7. Философия. № 5. 2001.
- Бирюков Б. В. Деформация интеллектуальной коммуникации в тоталитарном социуме - взгляд с позиции логического дискурса// Методы современной коммуникации: проблемы теории и социальной практики. Материалы I Международной конференции. М., 2002.
- Бирюков Б. В. Об одном эпизоде борьбы за качество математико-логической литературы в конце 50-х годов прошлого века // Человек - культура - общество. Материалы международной конференции, посвященной 60-летию воссоздания философского факультета в структуре МГУ. Том II . М., 2002.
- Бирюков Б. В. Борьба вокруг логики в Московском государственном университете в первое послесталинское десятилетие (1954–1965)// Логика и В.Е.К. К девяностолетию со дня рождения Войшвилло Е. К. М., 2003.
- Бирюков Б. В., Борисова О. А. С. А. Яновская — мыслитель, исследователь, педагог // Вопросы философии. 2004. № 5.
- Бирюков, Б. В., Петруня, О.Э. "Социальная логика"и дискурс.Культурно-когнитологические аспекты / Б. В. Бирюков, О.Э. Петруня // Вопросы философии. - 2005. - №9. - С.132-146.
- Бирюков Б. В. «Многознание не научает быть мудрым». Отклик на статью М. Н. Пряхина. // Человек читающий = Homo legens-3 : сб. статей : [памяти А. А. Леонтьева (1936-2004)] / Рус. ассоциация чтения, Моск. гос. лингвист. ун-т ; ред. Б. В. Бирюков. М. : Школьная библиотека, 2006. 319 с. (Профессиональная библиотека школьного библиотекаря : прил. к журн. "Школьная библиотека" ; сер. 1, вып. 7-8 (сдвоенный)) ISBN 5-902300-62-2
- Бирюков Б. В. Социальная мифология, мыслительный дискурс и русская культура. Архивная копия от 14 сентября 2016 на Wayback Machine // Человек читающий = Homo legens-3 : сб. статей : [памяти А. А. Леонтьева (1936-2004)] / Рус. ассоциация чтения, Моск. гос. лингвист. ун-т ; ред. Б. В. Бирюков. М. : Школьная библиотека, 2006. 319 с. (Профессиональная библиотека школьного библиотекаря : прил. к журн. "Школьная библиотека" ; сер. 1, вып. 7-8 (сдвоенный)) ISBN 5-902300-62-2